# Flötzersteig Straße

Aufkleber „Nein zur Flötzersteig-Autobahn“

Die Flötzersteig Straße B223 ist eine Hauptstraße B und ehemalige Bundesstraße im Westen von Wien, die durch die Bezirke 14 (Penzing) und 16 (Ottakring) führt. Die Straße gilt als „zweite Westein- bzw. ausfahrt“ (neben dem Straßenzug Wiener Straße) (B 1). Die Straßennummer 223 ist nur teilweise ausgeschildert. Der Name leitet sich von einem historischen Verkehrsweg vom Alsergrund durch Ottakring ab, auf dem die Flötzer (Floßfahrer) nach Abladen der Fracht zu Fuß zurück wanderten.

## Verlauf
Die B223 führt aus gemeinsamer Trasse über die Straßenzüge Flötzersteig, Joachimsthalerplatz, Wernhardtstraße, Gutraterplatz, Spetterbrücke und Gablenzgasse sowie im Anschluss daran als getrennte Einbahnstraßen über die Pfenninggeldgasse und Koppstraße (stadtauswärts) bzw. Gablenzgasse (stadteinwärts) zum Lerchenfelder Gürtel (B221).

## Geschichte
Bereits 1908 wurde eine Straßenbrücke über den Ameisbach gebaut, 1965 wurde an der höchsten Stelle der ansteigenden Straße auch eine die Fahrbahn querende Fußgängerbrücke errichtet. Bis in die 1960er-Jahre verkehrte auf dem Flötzersteig eine Straßenbahnlinie (47), die jedoch dem damaligen Zeitgeist entsprechend eingestellt und durch eine Autobuslinie (heute 48A) ersetzt wurde. Die Flötzersteig Straße gehörte ab dem 1. September 1971 zum Netz der Bundesstraßen in Österreich. Wie die meisten damaligen Bundesstraßen wurde auch die Flötzersteig Straße 2002 vom Bund an die Stadt Wien übergeben.

### Die geplante Flötzersteig-„Autobahn“
Großes Aufsehen erregte der Straßenzug in den 1970er und 1980er Jahren, als der Ausbau des westlichen Teilstücks ab der Tinterstraße bis Hütteldorf und weiter zur West Autobahn (A 1) als Hochstraße, ugs. „Flötzersteig-Autobahn“, geplant war. Die B 223 endet bereits vor Hütteldorf und man gelangt nur durch untergeordnete Straßenzüge in Richtung West-Autobahn.
Die Anknüpfung an die A1 wurde im Bereich des Endbauwerkes (Haltung VII) des Rückhaltebeckens Auhof vorbereitet, wo seitdem neben der Nikolaibrücke ein unbenutzter Fahrstreifen existiert.
So erhoffte man sich durch die neue Verbindung einen besseren Verkehrsfluss. Das Bauprojekt wurde auch vom SPÖ-Politiker Heinz Nittel (ermordet 1981) forciert, welcher damals bei der Stadt Wien die Geschäftsgruppe „Straße, Verkehr und Energie“ leitete.
Über das Projekt wurde vom 16. bis 18. März 1980 eine der damals relativ häufigen Wiener Volksbefragungen mit komplizierter Fragestellung und deshalb unklarem Ergebnis abgehalten. Die Wiener konnten sich für einen Flötzersteigausbau als aufgeständerte Hochstraße („Stelzenstraße“), mit niveaugleicher Querung der Linzer Straße oder ohne Spezifizierung entscheiden: 28,9 % der Wahlberechtigten beteiligten sich an der Befragung, davon stimmte eine Mehrheit von 56,6 % für eine der vorgegebenen Varianten des Ausbaus. Die Befürworter sahen somit als Ergebnis eine „Mehrheit für die zweite Wiener Westeinfahrt“, die Gegner beriefen sich aber darauf, eine Mehrheit hätte gegen das von der Gemeinde bevorzugte „Stelzenstraßen“-Projekt entschieden. Wegen anhaltender Proteste aus der Bevölkerung wurde das Projekt schließlich nicht mehr weiter verfolgt. Dennoch wurden die Planungen bis heute nicht offiziell verworfen, sie tauchten in den letzten Jahren noch gelegentlich in allgemeinen Plänen auf und sind auch noch im aktuellen Hauptstraßenverzeichnis der Stadt Wien unter B 223 als „Neue Trasse bis B 1“ enthalten Da ein Bau jedoch unwahrscheinlich scheint und wohl auch heute auf Widerstand stoßen würde, hat sich die entsprechende Bürgerinitiative um das Jahr 2000 aufgelöst.

## Umgebung

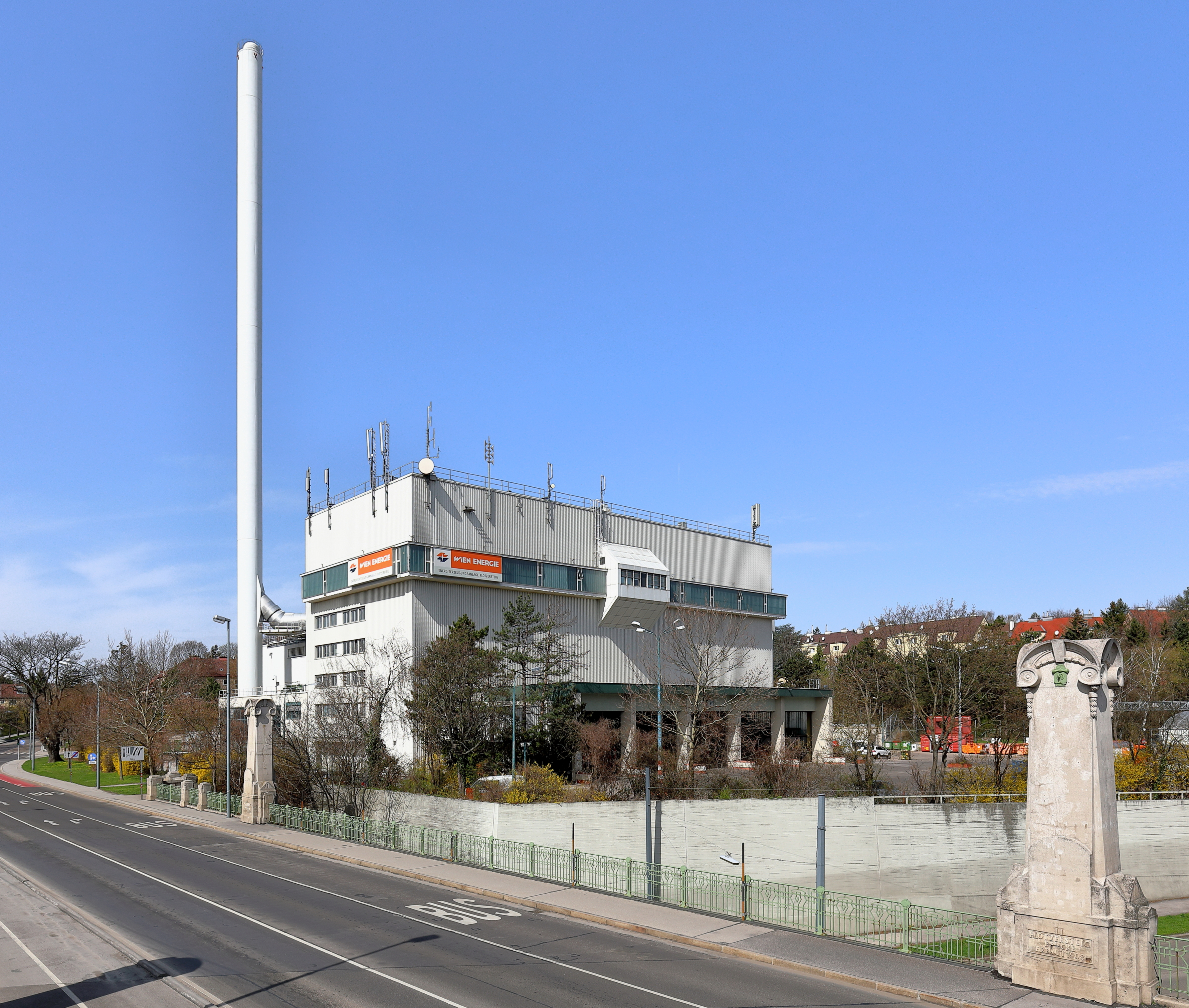
Wiens 1. Müllverbrennungsanlage und davor die 1908/09 errichtete Flötzersteigbrücke

Entlang des Flötzersteiges befindet sich die Klinik Ottakring. Mit dem Begriff Flötzersteig ist oft auch die an diesem gelegene Müllverbrennungsanlage Flötzersteig oder auch das nahe liegende Wohngebiet (Siedlung Flötzersteig) gemeint. Die Straße ist teilweise mit zwei Fahrstreifen je Richtung ausgebaut, von denen die äußeren beiden heute größtenteils als Parkplatz genutzt werden. Über die sich erhebende Grünfläche der Raimannstraße sieht man hinauf zum Eingang und Direktionsgebäude des Krankenhauses Steinhof / Baumgartner Höhe.